# Hloukhiv
« Gloukhov » redirige ici. Pour les autres significations, voir Gloukhov (homonymie).
Hloukhiv (en ukrainien : Глухів) ou Gloukhov (en russe : Глухов) est une ville de l'oblast de Soumy, en Ukraine. Sa population s'élevait à 18 500 habitants en 2025.

## Géographie
Hloukhiv est située à la frontière avec la Russie, à 104 km au nord-ouest de Soumy.

## Historique

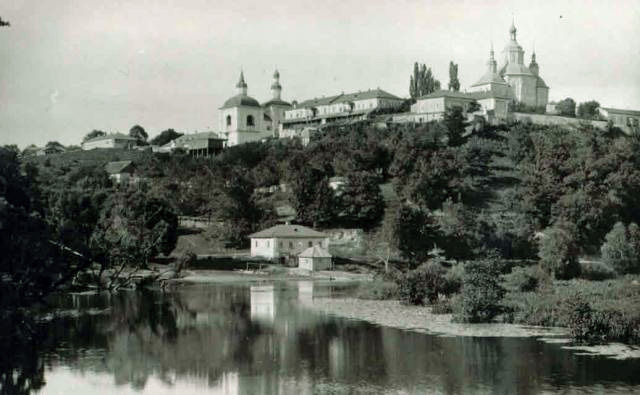
Gloukhov vers 1900.

La Chronique d'Ipatiev signale Hloukhiv comme une ville sévérienne, en 1152. Elle devient le siège d'une branche de la maison princière de Tchernigov à la suite de l'invasion mongole des principautés russes. À partir de 1320, la région fait partie de la république des Deux Nations (voïvodie de Czernihów de la Couronne de Pologne) jusqu'à l'union de Lublin. Le droit de Magdebourg lui est accordé en 1644 par Ladislas IV Vasa. La ville connaît son heure de gloire grâce à Pierre le Grand, qui transfère la capitale de l'hetmanat cosaque de Batouryn à Hloukhiv en 1708. La cité aura ce statut de capitale jusqu'en 1722 et, une nouvelle fois, de 1727 à 1734. Sous les derniers hetmans d'Ukraine, la ville est rénovée dans le style baroque ukrainien. Par la suite, elle décline en raison d'incendies fréquents, de sorte que très peu de ses joyaux architecturaux ont survécu.
Depuis la fondation, en 1738, de la première école de chant de l'Empire russe, à Gloukhov (Hloukhiv, en ukrainien) la ville a un riche patrimoine musical. Maxime Berezovsky et Dmitri Bortnianski y ont étudié. La ville leur a érigé une statue, place Bortnianski.
Pendant la Seconde Guerre mondiale, Gloukhiv fut occupée par l'Allemagne nazie du 7 septembre 1941 au 30 août 1943. La base aérienne Tchervone-Poustohorod se situe à 22 km de la ville ainsi qu'une gare ferroviaire.
Le 25 octobre 2015, Michel Terestchenko, Français petit-fils d'émigrés ukrainiens, est élu maire de la ville avec 65 % des voix, moins de six mois après avoir reçu son passeport ukrainien. Avec comme programme l'éradication de la corruption, il a notamment fait déboulonner la statue de Lénine (lequel avait persécuté ses ancêtres) qui se trouvait sur une place.
Lors de l’invasion de l'Ukraine par la Russie, la ville est bombardée plusieurs semaines durant.

## Population

### Démographie
Recensements (*) ou estimations de la population :
| 1859   | 1897*  | 1923*  | 1926*  | 1939*  | 1959*  | 1970*  |
| ------ | ------ | ------ | ------ | ------ | ------ | ------ |
| 11 464 | 14 028 | 13 666 | 16 029 | 21 048 | 22 962 | 27 096 |

| 1979*  | 1989*  | 2001*  | 2010   | 2011   | 2012   | 2013   |
| ------ | ------ | ------ | ------ | ------ | ------ | ------ |
| 32 386 | 35 869 | 35 768 | 35 089 | 34 962 | 34 790 | 34 574 |

| 2014   | 2015   | 2016   | 2017   | 2018   | 2020   | 2022   |
| ------ | ------ | ------ | ------ | ------ | ------ | ------ |
| 34 282 | 34 020 | 33 794 | 33 548 | 33 279 | 32 686 | 31 786 |

### Nationalités
Selon le recensement de 1897, Hloukhiv comptait 14 828 habitants, dont
58,1 % d'Ukrainiens
25,9 % de Juifs
15,0 % de Russes
0,2 % de Polonais
0,2 % d'Allemands
0,2 % de Biélorusses

## Patrimoine

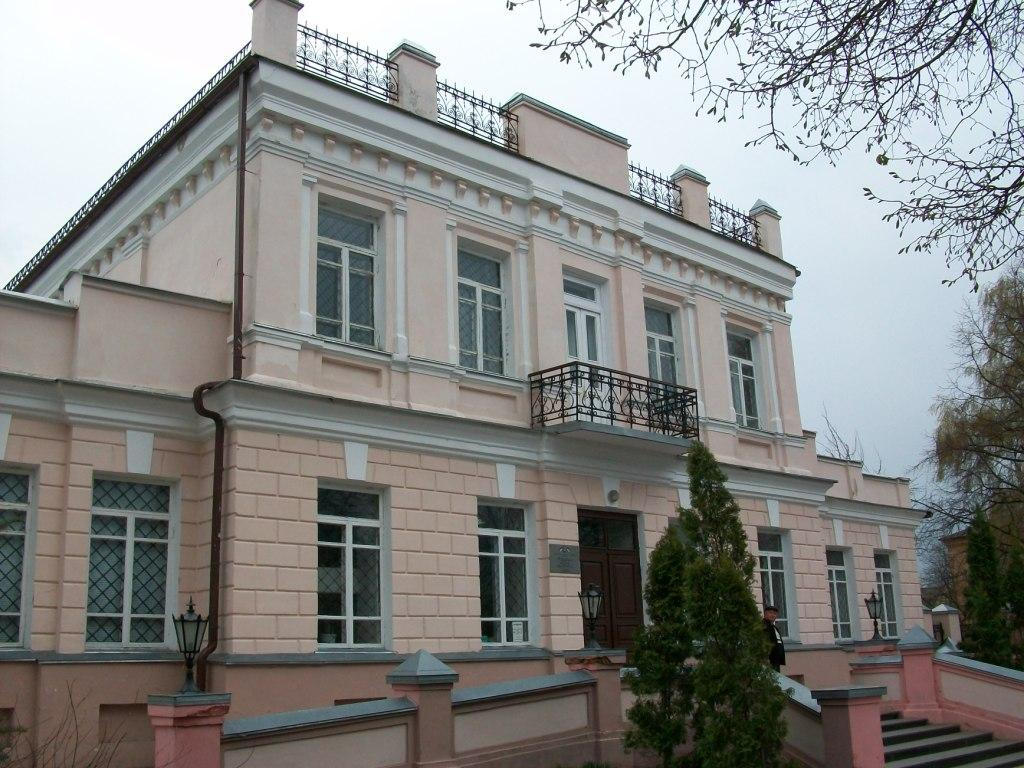
Musée de Hloukhiv.

Le plus ancien bâtiment de la ville est l'église Saint-Nicolas (1693), inspirée d'églises en bois traditionnelles et réalisée dans le style baroque ukrainien. Réparée et rénovée en 1871, l'église a trois dômes en forme de poire et un clocher à deux étages. Le musée des traditions locales de Hloukhiv dans un bâtiment classé.
Le style de l'église de la Transfiguration du Sauveur (1765) hésite entre le baroque et le néoclassicisme, tandis que la cathédrale Saint-Volodymyr est massive et bâtie dans un style néo-byzantin (1884-1893), qui lui donne un air de ressemblance avec la cathédrale de Kyïv.
Le monument le plus connu de Hloukhiv est probablement le château d'eau (1927-1929). Un arc de triomphe du milieu du XVIIIe siècle a été endommagé pendant la Seconde Guerre mondiale, mais a été restauré.
Il y a également l'église des Trois-Saintes-Anastasies. La réserve historique et culturelle d'État de Hloukhiv, institution de gestion et de promotion du patrimoine local.

## Liste des maires
- Jusqu'à la révolution de 2014 : Youri Burlaka
- De octobre 2015 à 2020 : Michel Terestchenko
- Depuis octobre 2020 : Nadia Vaïlo

## Personnalités nées dans la ville
- Maxime Berezovsky (1745-1777), compositeur russe d'origine cosaque ;
- Dmitri Bortnianski (1751-1825), compositeur russe d'origine ukrainienne ;
- Alexandre Bachilov (1777-1847), militaire russe ;
- Nicolas Terechtchenko (1819-1903), un homme d'affaires et philanthrope russe et ukrainien.

## Recherche agronomique
En raison de la culture traditionnelle du chanvre industriel dans la région, Hloukhiv abrite aujourd'hui un institut de recherches agronomiques, créé en 1931, qui dépend de l'Académie ukrainienne des sciences agraires et effectue des recherches sur l'amélioration de la culture du lin et du chanvre.

## Galerie d'images de la ville

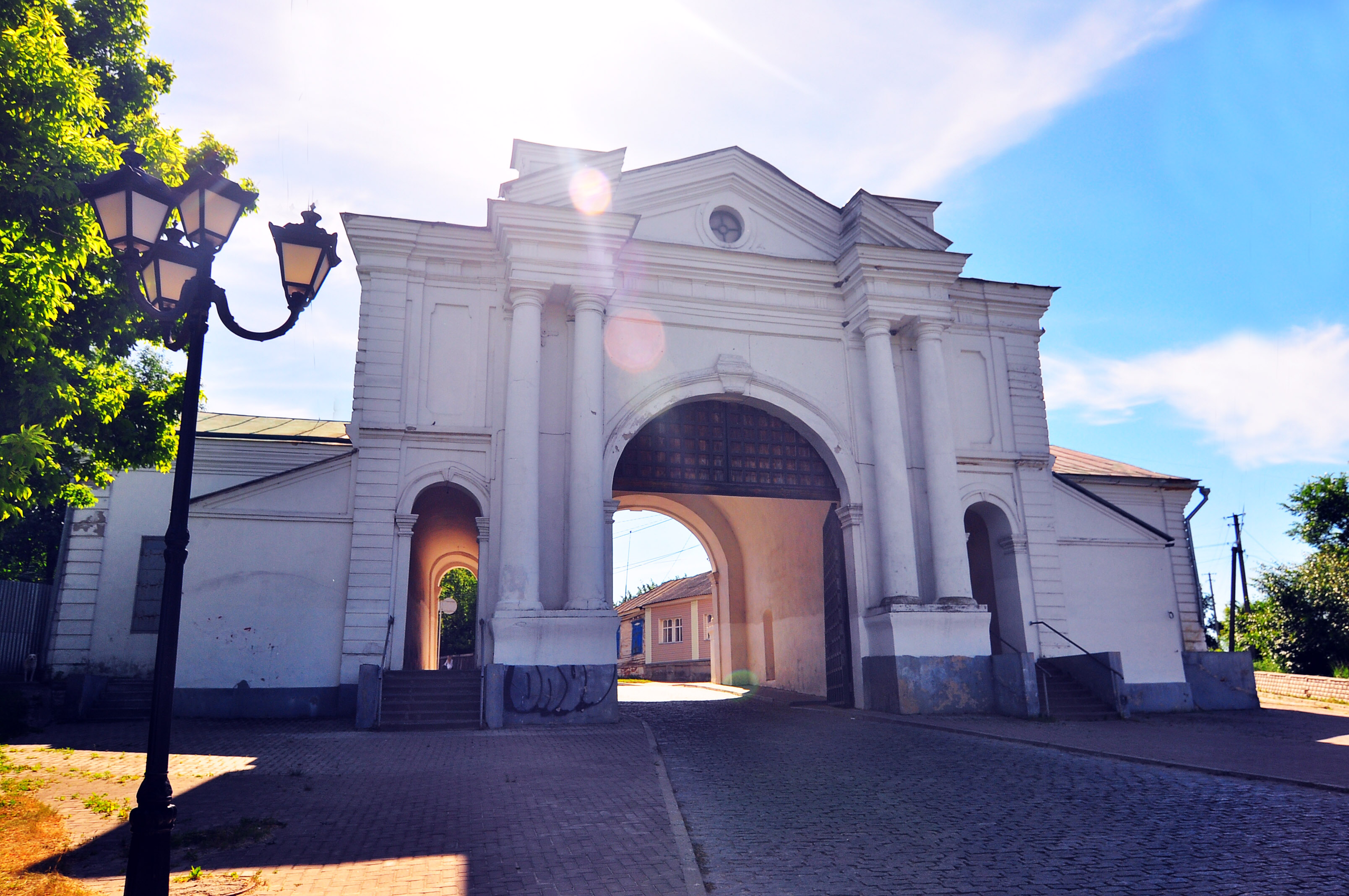
Porte de Kiev, classée[5].
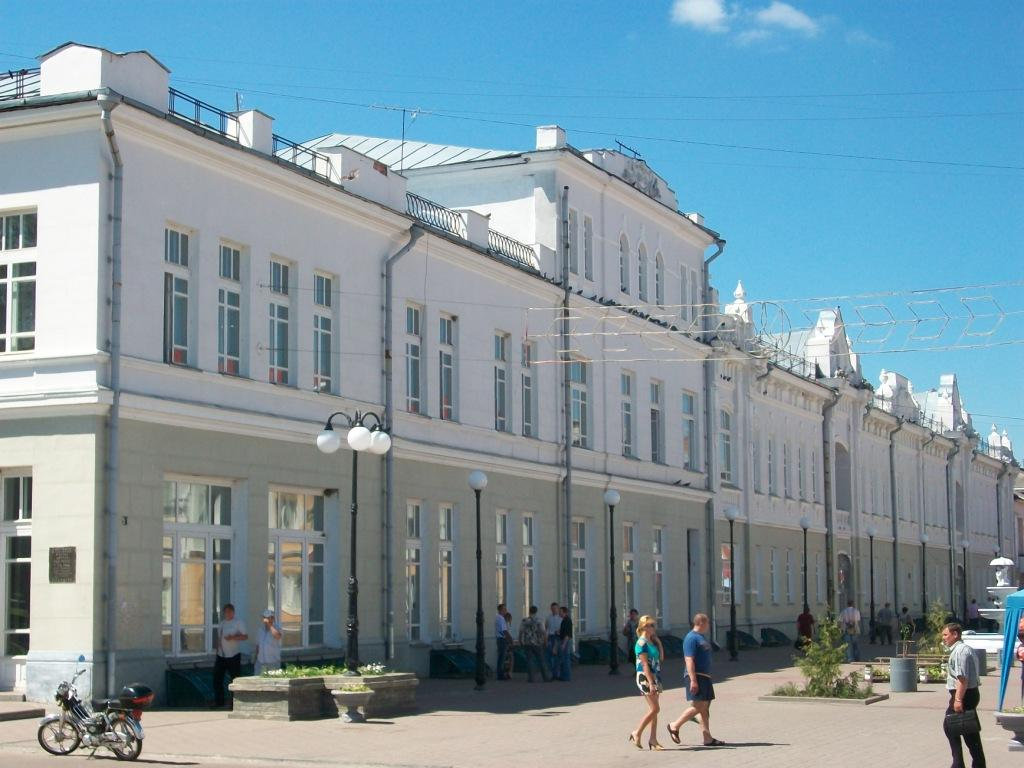
l'université pédagogique nationale de Hloukhihv, classée[6].
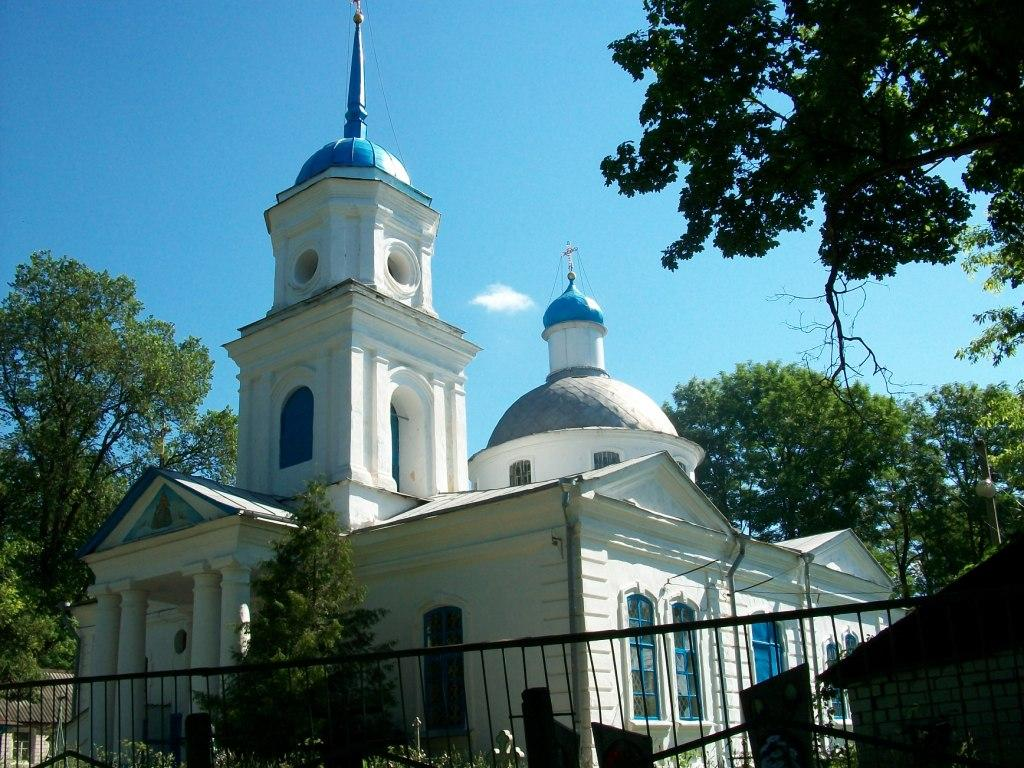
Église de l'Ascension.
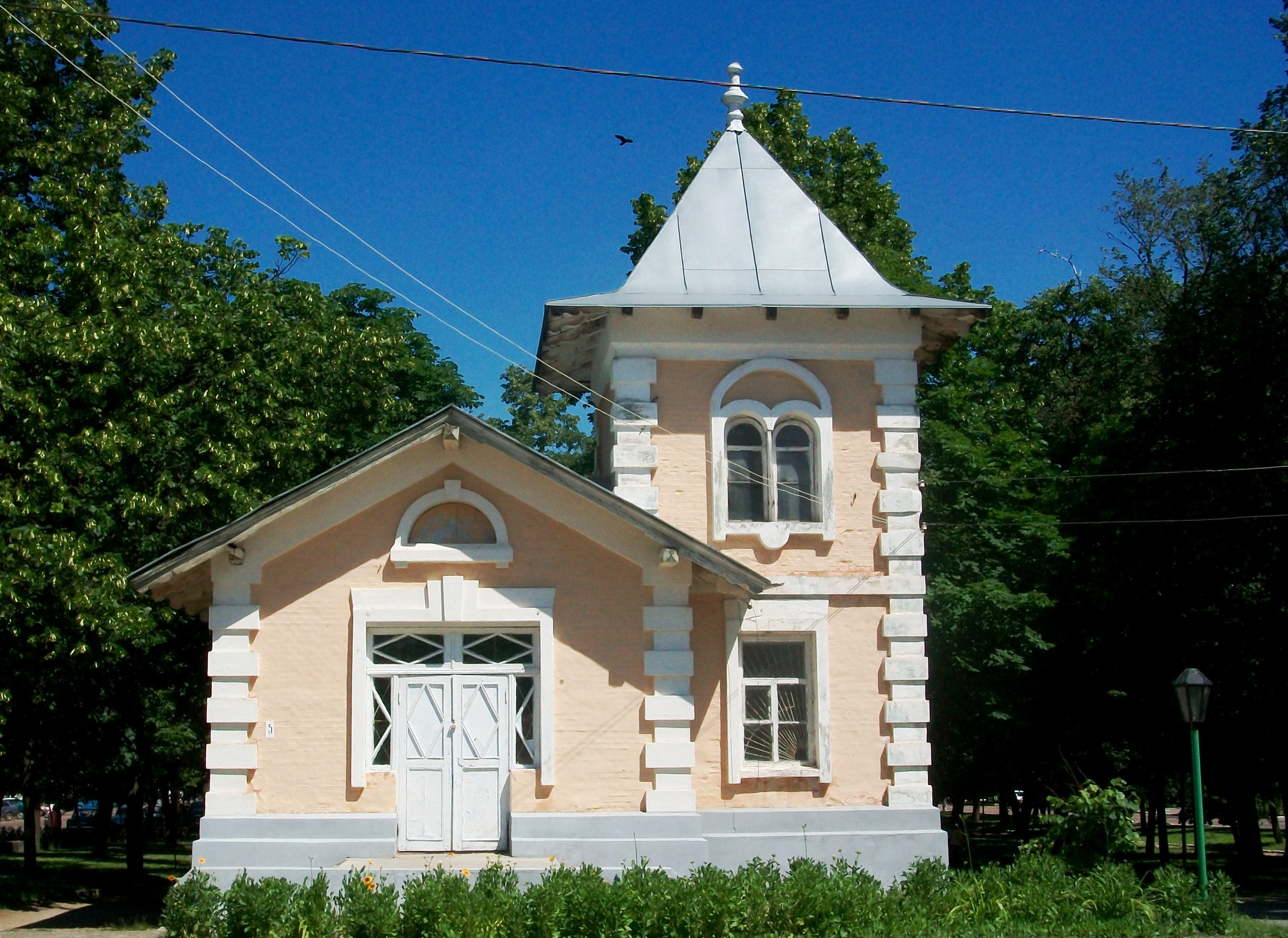
Chapelle près de l'église de la Transfiguration.
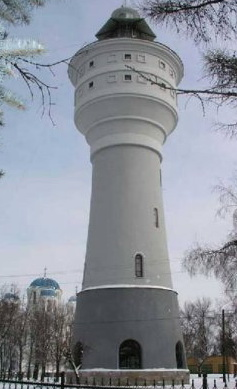
château d'eau.
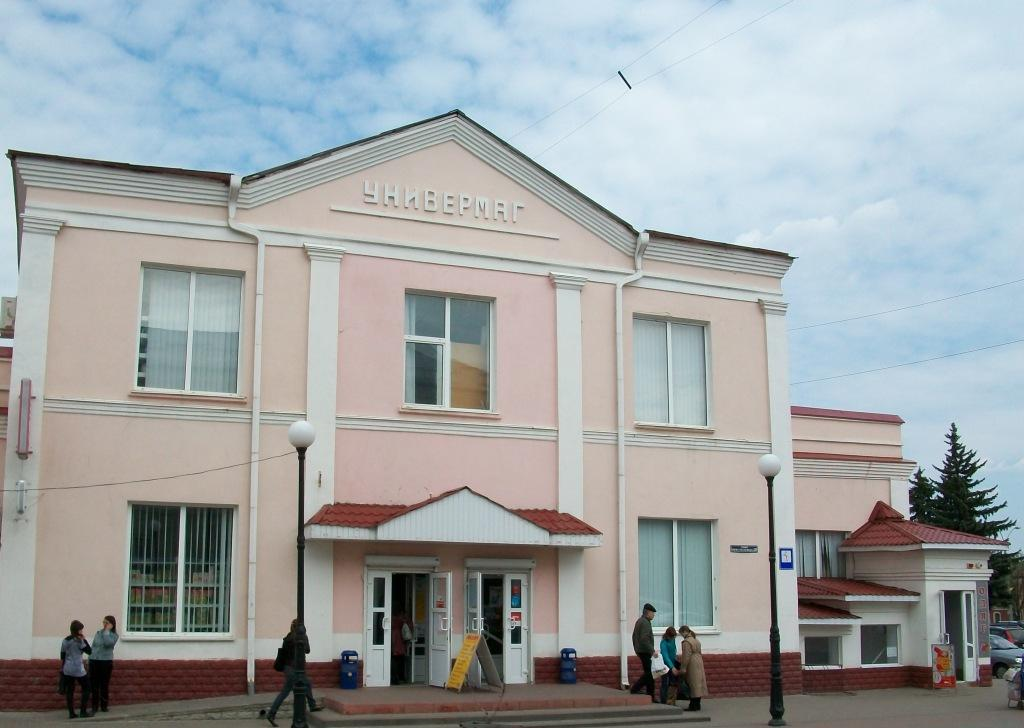
Magasin.
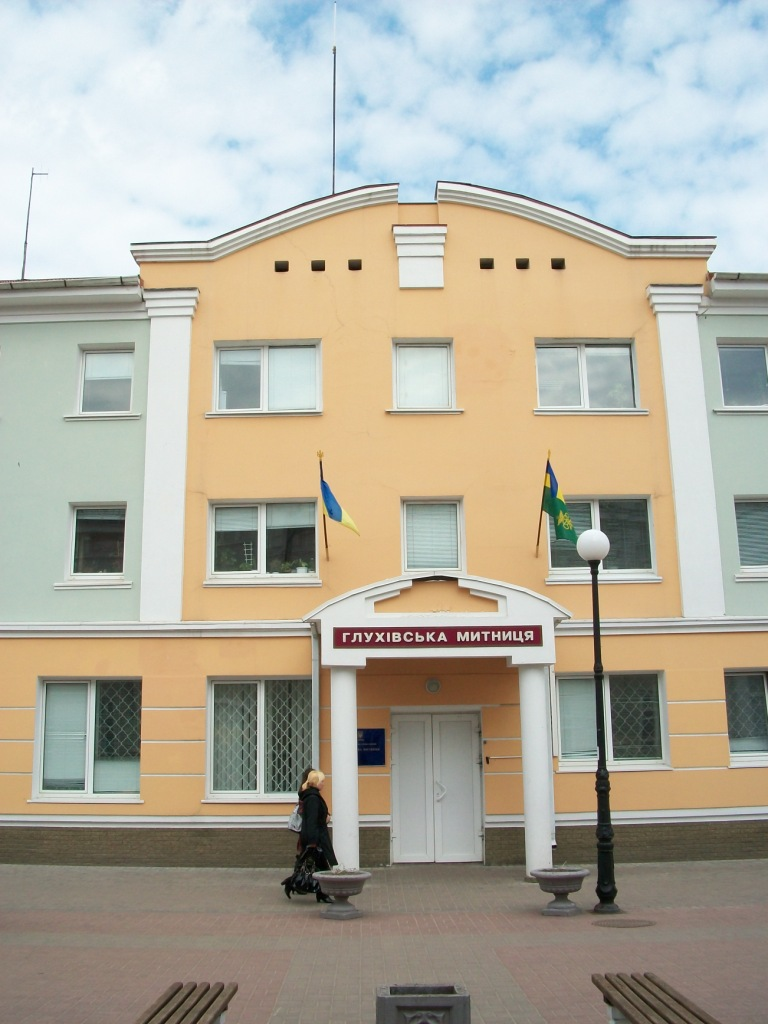
Bureau de douane.
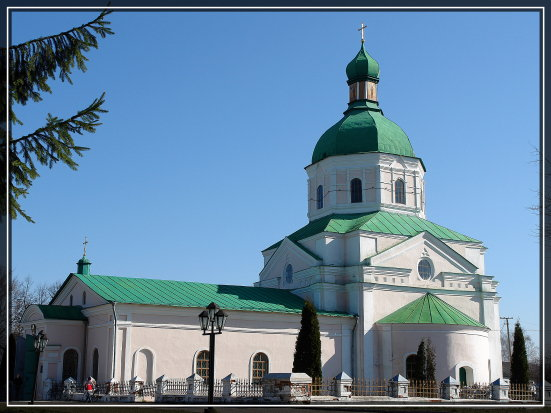
Église de la Transfiguration
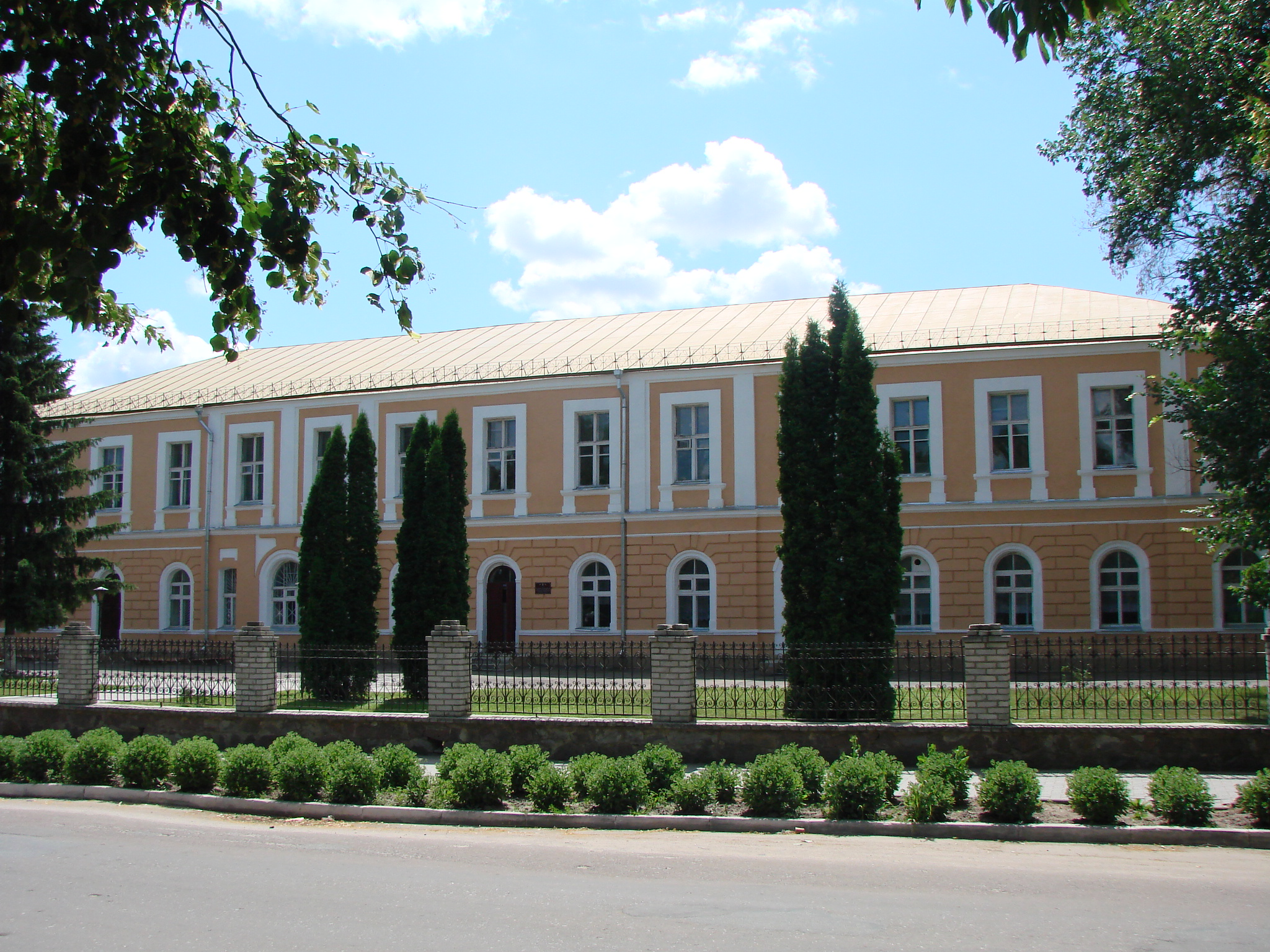
l'école d'artisanat Fédorovsky, classée[7].
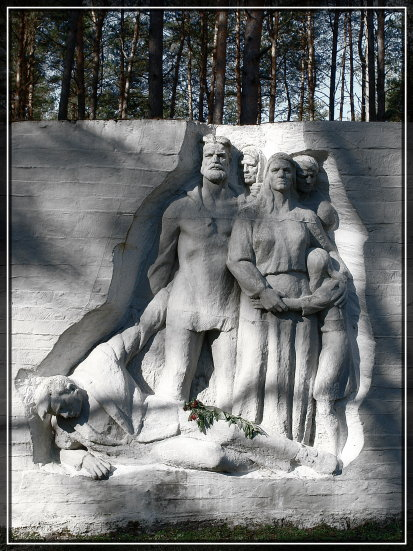
Monument aux morts de la Seconde Guerre mondiale.
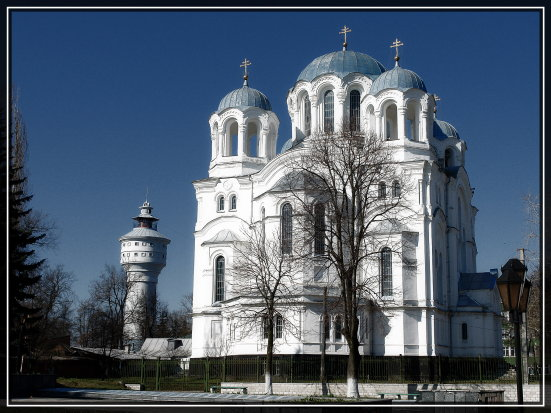
Église Sainte-Anastasia de Hloukhiv, classée[8].
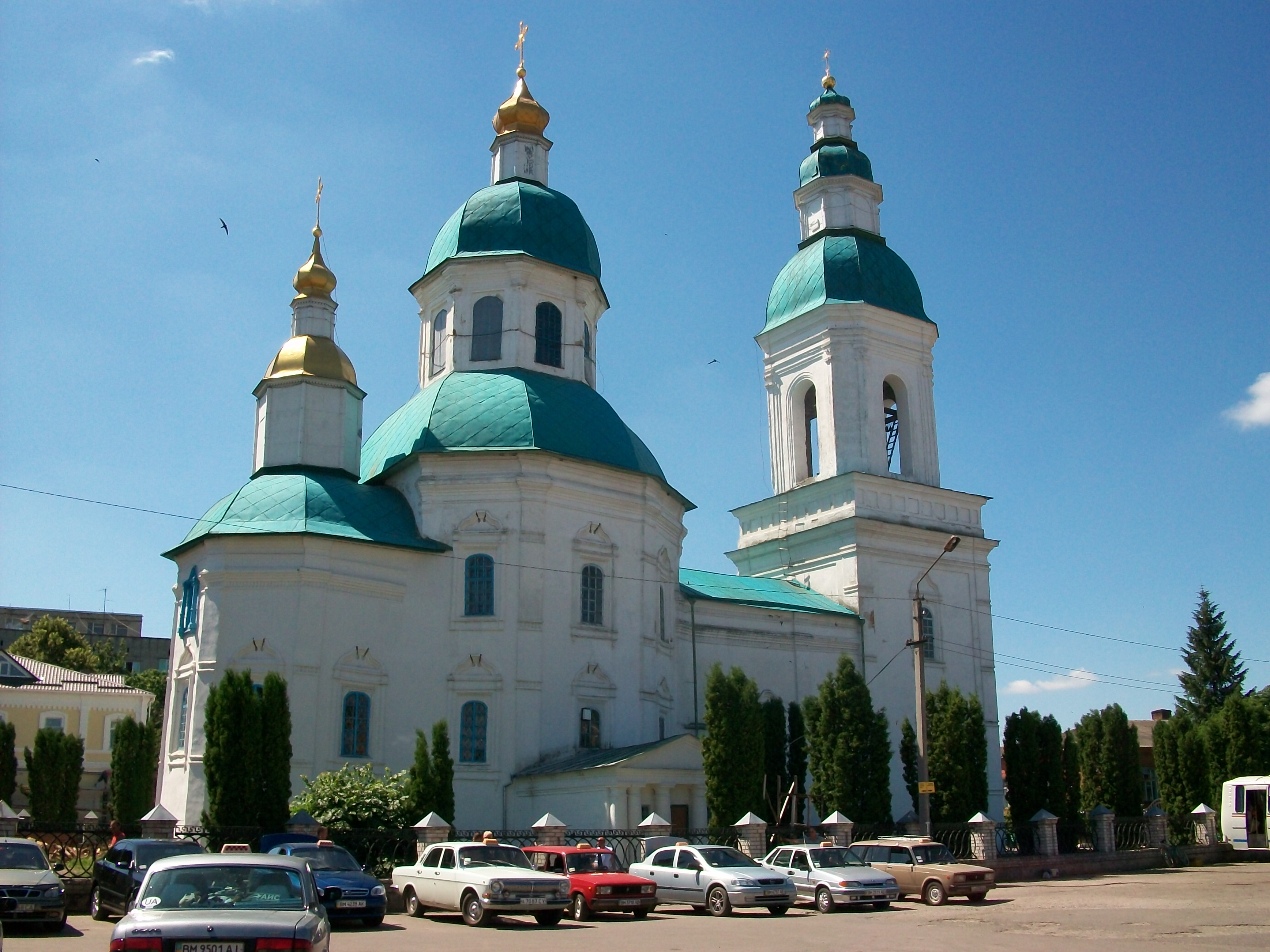